# Artemisia campestris subsp. glutinosa
Artemisia campestris subsp. glutinosa é uma subespécie de planta com flor pertencente à família Asteraceae. 
A autoridade científica da subespécie é (Besser) Batt., tendo sido publicada em Fl. Algerie Dicot. 469. 1889.
Os seus nomes comuns são abrótamo-macho, abrótamo, abrótamo-dos-jardins, barbotina, erva-lombrigueira, erva-real, madorneira, satónico, sémen-contra, semencina ou sementes-de-alexandrina.

## Portugal
Trata-se de uma subespécie presente no território português, nomeadamente em Portugal Continental.
Em termos de naturalidade é nativa da região atrás indicada.

## Protecção
Não se encontra protegida por legislação portuguesa ou da Comunidade Europeia.